# Хари Винтер
Хари Винтер (Битом, 24. септембар 1914. - 3. децембар 2001), рођен као Хорст Винтер, био је немачко-аустријски музичар.

## Биографија
Рођен је у Битому, у пољској покрајини Горњој Шлезији. Његова породица се преселила у Берлин након Шлеских устанка 1921. године. На Музичкој академији студирао је виолину и кларинет, свирао је у џез и свинг плесним оркестрима да би зарађивао за живот. За време нациста, Винтер се прилагођавао прописима које је дао Reichsmusikkammer и концентрисао се на певање и лагану плесну музику. Као војника Вермахта, америчке снаге су га заробиле крајем Другог светског рата.
После рата отпуштен из заробљеништва, отишао је у Беч, где је први пут наступио у Концертхаусу. 1946. године, основао је сопствени оркестар за музику за плес. Његови свинг концерти постају све популарнији у Аустрији. Његов оркестар је био гост у многим аустријским радио емисијама. 1948. снимио је пјесму "Und jetzt ist es still", чију је обраду 1951. године, под називом "It's Oh So Quiet", урадила Бети Хатон.
Педесетих година је глумио у бројним филмовима, са великимзвездама филма попут Марике Рок. Такође је наступио са бројним џез музичариа попут Ханса Колера и Џоа Завинула. 1960. године је био представник Аустрије на Песми Евровизије 1960. у Лондону. Певао је песму Роберта Штолца "Du hast mich so fasziniert". Био је седми од 13 песама са 6 освојених бодова. И у познијим годинама је наставио са концертима и наступима у ТВ емисијама. Умро је у Бечу, 3. децембра, у 87-ој годин живота. Сахрањен је на гробљу у Потендорфу (око 30 километара од Беча).